# Dirty Women
Dirty Women — восьмая, заключительная песня группы Black Sabbath c их седьмого, студийного, альбома Technical Ecstasy, выпущенного в 1976 году.
Представляет собой архитектонически сложную несколько-ступенчатую композицию, немного напоминая ранние песни группы с альбомов 1970—1972 годов, но отличаясь от них драйвом, усложнённой партией гитары Тони Айомми и мощным присутствием органа Джеральда Вудраффа. Песня рассказывает о проститутках: по словам Айомми, «когда мы были во Флориде, вокруг крутились такие, и Гизер написал об этом песню».
Песня впоследствии в несколько изменённом виде неоднократно исполнялась на концертах вживую.
Как и альбом Technical Ecstasy в целом, так и песня «Dirty Women» давно стал классикой жанров «тяжёлый рок» и «хэви метал» — в частности, в Лос-Анджелесе при преподавании основ жанра разбирается именно архитектура этой песни.
В 1976 году критики не очень высоко оценили как альбом «Technical Ecstasy», так и отдельные песни. В своей книге «Sabbath Bloody Sabbath» Джоэл Макайвер пишет про песню так: «В окончательный упадок (хотя кажется, что после „Rock’N’Roll Doctor“ хуже уже нельзя) „Technical Ecstasy“ приходит с песней „Dirty Women“, где на протяжении семи бесконечных минут Оззи поет оду проституткам („Забирай, налетай! Бабу хочешь? — Покупай“). Тем самым, которые „не слоняются без дела“ и „заставляют меня кончать“. Песня откровенно кошмарная».
По прошествии десятилетий критическая оценка как альбома «Technical Ecstasy» так и — особенно — песни «Dirty Women» изменилась в сторону высочайших похвал и признания значимости этого произведения для современной музыкальной культуры. Стоит отметить, что такой композитор-авангардист, как София Губайдуллина отмечала значимость «тяжёлого рока» и этой песни в частности во вклад в современную музыкальную культуру.
Во всех американских рок-энциклопедиях песня выделяется как заметное явление не только в рамках альбома, но и в рамках жанра.
Издание Guitar World поместило Dirty Women в список «30 величайших песен Black Sabbath».